# Ivan Mihejevič Pervušin
Ivan Mihejevič Pervušin (rusko Ива́н Михе́евич Перву́шин), ruski duhovnik in matematik, * 15. januar 1827, Lisva, Permska gubernija, Ruski imperij (sedaj Permski kraj, Rusija), † 17. junij 1900, Mehonskoje, Ruski imperij (sedaj Rusija).
Pervušin se je rodil v družini duhovnika. Leta 1852 je diplomiral na Permskem bogoslovnem seminarju. Tu je med letoma 1852 in 1856 poučeval matematiko. Nato je odšel v odročno vas Zamarajevo, približno 241 km od Jekaterinburga, kjer je živel 25 let.
Kot duhovnik je imel dosti časa ukvarjati se z matematiko. Še posebej ga je zanimala teorija števil. Leta 1877 in v začetku 1878 je Ruski akademiji znanosti predložil dva članka. V člankih je dokazal da sta 12. in 23. Fermatovo število sestavljeni:
{\displaystyle 2^{2^{12}}+1}, deljivo s {\displaystyle 7\cdot 2^{14}+1=114689\!\,}
in:
{\displaystyle 2^{2^{23}}+1}, deljivo s {\displaystyle 5\cdot 2^{25}+1=167772161\!\,.}
Leta 1883 je Pervušin pokazal, da je Mersennovo število:
{\displaystyle 2^{61}-1=2305843009213693951\!\,}
praštevilo. Število je postalo znano kot »Pervušinovo število«, in je ostalo drugo največje znano praštevilo (za {\displaystyle 2^{127}-1}, katerega praštevilskost je dokazal Lucas 7 let prej) do leta 1911, ko je Powers dokazal, da je {\displaystyle 2^{89}-1} praštevilo.
Leta 1883 je Pervušin odšel v mesto Šadrinsk. Tu je objavil članek, ki je smešil krajevno oblast. Za kazen so ga leta 1887 izgnali v vas Mehonskoje.
Pisatelj A. D. Nosilov je večkrat obiskal Pervušina v Mehonskoju in je v reviji Novi čas 6. julija 1896 objavil članek »Duhovnik matematik«. V članku je zapisal: »... to je skromni neznani delavec znanosti ... Vse njegove obsežne študije zapolnjujejo različne matematične knjige, ... tu so knjige znamenitih matematikov: Čebišova, Legendra, Riemanna; če ne štejemo sodobnih matematičnih publikacij, ki so mu jih poslali ruski in tuji znanstveniki in matematična društva. Ni videti da gre za študije vaškega duhovnika, ampak za študije starega profesorja matematike ... Poleg tega da je matematik, je tudi statistik, meteorolog in dopisnik.«